# Aloplemmeles gearyi
Aloplemmeles gearyi är en insektsart som beskrevs av Evans 1966. Aloplemmeles gearyi ingår i släktet Aloplemmeles och familjen dvärgstritar. Inga underarter finns listade i Catalogue of Life.